# Shu antérieur
907–925
Entités précédentes :
- Dynastie Tang

Entités suivantes :
- Tang postérieurs

Grand Shu (en chinois : 大蜀, en pinyin : Dàshǔ), appelé rétrospectivement Shu antérieur (chinois : 前蜀, pinyin : Qiánshǔ), occasionnellement Wang Shu (王蜀), est l'un des Dix Royaumes formés en Chine au cours de la période chaotique située chronologiquement entre les règnes dynastiques Tang et Song.

## Histoire
Le Royaume de Shu (907–925) est fondé après la chute de la dynastie Tang par Wang Jian, qui établit sa cour à Chengdu. Le royaume s'étend sur la plupart du territoire de la province actuelle du Sichuan et sur des parties septentrionales du Gansu et du Shaanxi. Wang est nommé gouverneur militaire du Sichuan occidental par les Tang en 891. Le royaume tombe lorsque Wang Zongyan (en), son fils incompétent, se rend à la dynastie des Tang postérieurs en 925.

## Liste des empereurs
1. 907-918 : Wang Jian
2. 918-925 : Wang Zongyan (en)